# Liceum Ogólnokształcące im. Filomatów Chojnickich w Chojnicach
Liceum Ogólnokształcące im. Filomatów Chojnickich w Chojnicach – najstarsze liceum w Chojnicach. Jest trzynastą najstarszą szkołą w Polsce. Razem z Technikum im. Stefana Bieszka tworzy Zespół Szkół w Chojnicach.

## Kalendarium
- 1555 – Rada miejska Chojnic przekształca już istniejącą szkołę parafialną w protestancką, konfiskując jednocześnie budynek szkolny.
- 1618 - Dzięki staraniom ks. Jana Doręgowskiego budynek zwrócono katolikom i tym samym szkoła parafialna mogła kontynuować swoją działalność.
- 1622 – Założenie Szkoły przez dwóch jezuitów: Szymona Schretera i Krzysztofa Krausa.
- 1630 – Arcybiskup Jan Wężyk wyniósł szkołę do godności kolegium.
- 1812 – W szkole zakwaterowane zostały wojska napoleońskie, w rok później rosyjskie, co skomplikowało i obniżyło proces kształcenia i wychowania.
- 1815 – Przekształcenie szkoły w Katolickie Gimnazjum.
- 1818 – Pierwszy egzamin dojrzałości, do którego przystąpiło dwóch absolwentów.
- 1827 – Szkoła otrzymała statut Królewskiego Katolickiego Gimnazjum i przez 10 lat była jedyną szkołą średnią na Pomorzu Gdańskim.
- 1841 - Biskup Anastazy Sedlag zakłada fundusz stypendialny dla biednych uczniów.
- 1848 - Wprowadzenie języka polskiego do wszystkich klas w wymiarze 2 godzin tygodniowo.
- 15 kwietnia 1920 - Ferdynand Bieszk przejął szkołę z rąk niemieckiego dyrektora dra Paula Corrensa.
- 1 września 1939 - Wybuch II wojny światowej, budynek szkoły zostaje zamieniony na szpital.
- 17 kwietnia 1945 - Szkoła wznawia działalność dzięki pracom przygotowawczym prowadzonym przez Mieczysława Szczepańskiego.
- 1947 - Połączenie gimnazjum i liceum w czteroletnie liceum.
- 1966 - Nadanie szkole imienia Filomatów Chojnickich.
- 1 września 1976 - Przekształcenie Liceum Ogólnokształcącego, Liceum Ekonomicznego, Liceum Zawodowego i Zasadniczej Szkoły Zawodowej w Zespół Szkół w Chojnicach.
- 2002 - W wyniku reformy oświaty utworzono 3-letnie Liceum Ogólnokształcące i Profilowane tworzące Zespół Szkół Licealnych.
- kwiecień 2005 - Uchwałą Rady Powiatu w miejsce Liceum Profilowanego powstały Technikum Ekonomiczne, Technikum Informatyczne i Technikum Handlowe oraz zastąpiono nazwę Zespół Szkół Licealnych nazwą Zespół Szkół w Chojnicach.
- 3 września 2012 - wojewódzka inauguracja roku szkolnego 2012/2013 w nowo wybudowanej sali gimnastycznej[3].

## Hymn szkoły
Hymn śpiewany podczas uroczystości szkolnych. Melodia zaczerpnięta z Hymnu studenckiego - Gaudeamus igitur.

Hymn Filomatów

Filomaci nućmy wraz póki wiosna dnieje.

Gdy młodości zwiędnie kwiat,

gdy nam starość przymgli świat.

Nikt się rad nie śmieje.
Niech nauka żyje nam, a z nią Filomaci.

Niech stokrotny bujny plon

wykwita z tych naszych gron.

Z kół złączonych braci.
Wiwat, wiwat polski kraj, niech żyje Ojczyzna.

Choć ją wrogi przygnieść chcą

my swobodną wskrzesim Ją.

Wróci Ojcowizna.

## Dyrektorzy
- dr Józef Korzeniowski (od 1926)[4]